# Żylinki (rejon oszmiański)
Żylinki – dawny folwark i osada. Obecnie część wsi  Zialionaja Dubrawa na Białorusi, w obwodzie grodzieńskim, w rejonie oszmiańskim, w sielsowiecie Żuprany.

## Historia
W czasach zaborów w gminie Soły, w powiecie oszmiańskim, w guberni wileńskiej Imperium Rosyjskiego.
Po I wojnie światowej pod administracją polską, w Zarządzie Cywilnym Ziem Wschodnich. W latach 1920–1922 w składzie Litwy Środkowej.
Od 11 kwietnia 1922 folwark i osada leżały w Polsce, w województwie wileńskim, w powiecie oszmiańskim, w gminie Soły.
W 1931:
- folwark w 2 domach zamieszkiwało 11 osób[3].
- osadę w 1 domu zamieszkiwało 10 osób[3].

Wierni należeli do parafii rzymskokatolickiej w Sołach. Miejscowości podlegały pod Sąd Grodzki w Oszmianie i Okręgowy w Wilnie; właściwy urząd pocztowy mieścił się w Dokurniszkach.